# Mariano Fagoaga

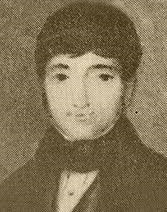
Mariano Fagoaga

Mariano Fagoaga (San Salvador 1767 - Quezaltepeque 1837) fue un prócer de la independencia de El Salvador que participó en los movimientos de independencia de San Salvador de 1811 y 1814 posteriormente sería diputado del congreso provincial de San Salvador en 1822 y después diputado de la primera asamblea constituyente llevada a cabo en 1824 siendo uno de sus presidentes temporales.

## Biografía
Mariano Fagoaga nació en la ciudad de San Salvador en 1767 siendo hijo de Diego José de Fagoaga y Rita de Aguilar y Santa Coloma. Realizó sus estudios universitarios en leyes en la Universidad de San Carlos (Guatemala) y se casó en 1789 con Manuela Contreras, posteriormente en 1805 obtuvo el cargo de Secretario de Gobierno de la Intendencia de San Salvador, durante la administración del intendente Antonio Gutiérrez y Ulloa.
Participó, al igual que su hermano Leandro, en los movimiento independentista acaecidos en San Salvador en 1811 y 1814, tras el último gesto emancipador de 1814 fue encarcelado en ciudad de Guatemala hasta 1819 cuando fue indultado de sus cargos. Durante los años en que estuvo en prisión y debido al hecho que había quedado viudo contrajo nupcias son su sobrina Josefa de Aranzamendi, la cual falleció pocos años después.
En 1819 regresó a San Salvador donde reasumió su cargo de secretario de gobierno, tras la obtención de la independencia en 1821 fue elegido diputado por el distrito de San Miguel para integrar el congreso provincial de San Salvador, cuya legislatura fue instaurada en noviembre de 1822 y desde la cual brindó voto en contra a la anexión de la provincia al Primer Imperio Mexicano.
Tras ser declarada la independencia absoluta de España y México en 1823, fue elegido diputado por Sonsonate ante la Primera Asamblea Constituyente que promulgó la primera constitución del entonces estado de El Salvador y que se desarrolló en 1824 y en la cual ostentó una de sus presidencias temporales. Posteriormente se alejó de la política y de su trabajo legal y negó el cargo de magistrado en el Tribunal Supremo de Justicia, retirándose a sus hacienda en el distrito de Quezaltepeque donde pasó a sus últimos años hasta su fallecimiento ocurrido en 1837